# Vestre Toten
Vestre Toten là một đô thị thuộc hạt Oppland, Na Uy. Đô thị này thuộc huyện truyền thống TotenĐô thị này có diện tích 249 km2, dân số năm 2004 là 12.597 người. Trung tâm hành chính của đô thị nằm ở làng Raufoss.